# Royal Bank Plaza
Royal Bank Plaza – jeden z charakterystycznych biurowców w kanadyjskim mieście Toronto, położony naprzeciw BCE Place. Szyby biurowca pokryte są 2500 uncji złota.
Zaprojektowany przez Borisa Zerafa w latach 70. zespół budynków, oprócz wież biurowych obejmuje wielopiętrowe atrium, pasaż handlowy i taras ogrodowy, gdzie umieszczono kolorowe rzeźby City People. Obok znajdują się starsze budynki stacji kolejowej Union Station i jednego z najpopularniejszych hotelów Toronto - Royal York.
Royal Bank Plaza, jak i inne budynki Financial District Toronto są połączone PATH, systemem pasaży handlowo-komunikacyjnych.

## Galeria

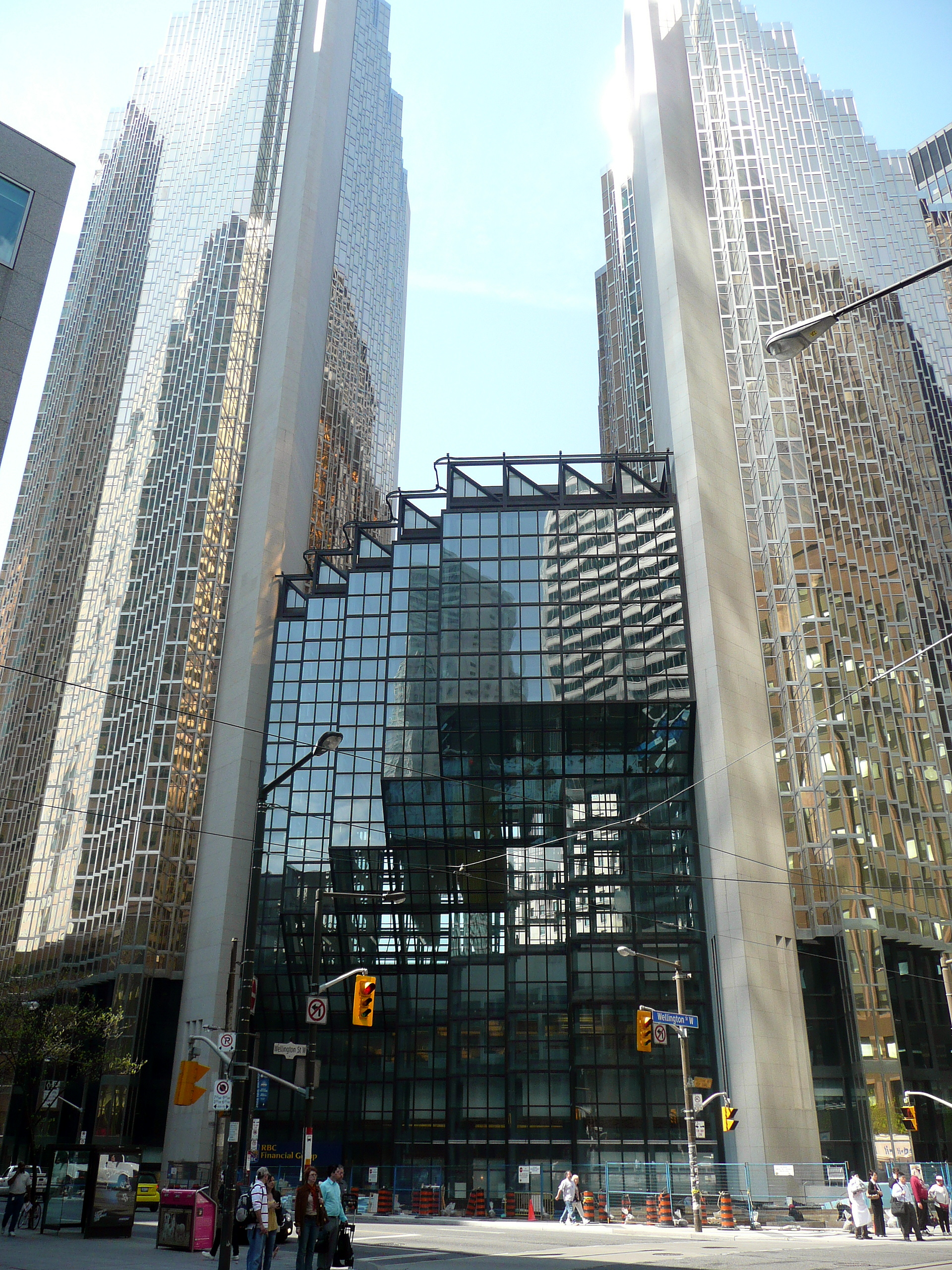
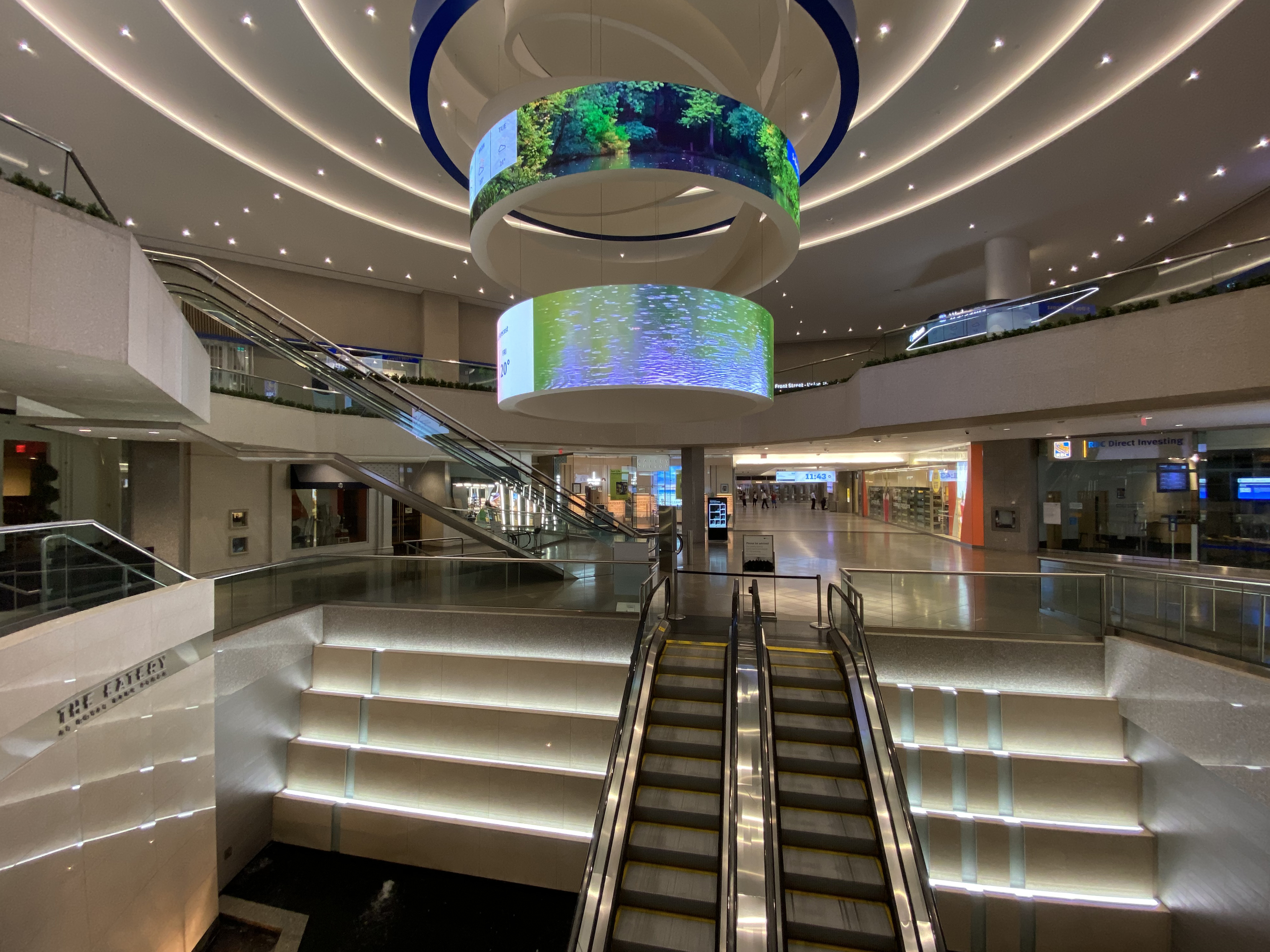
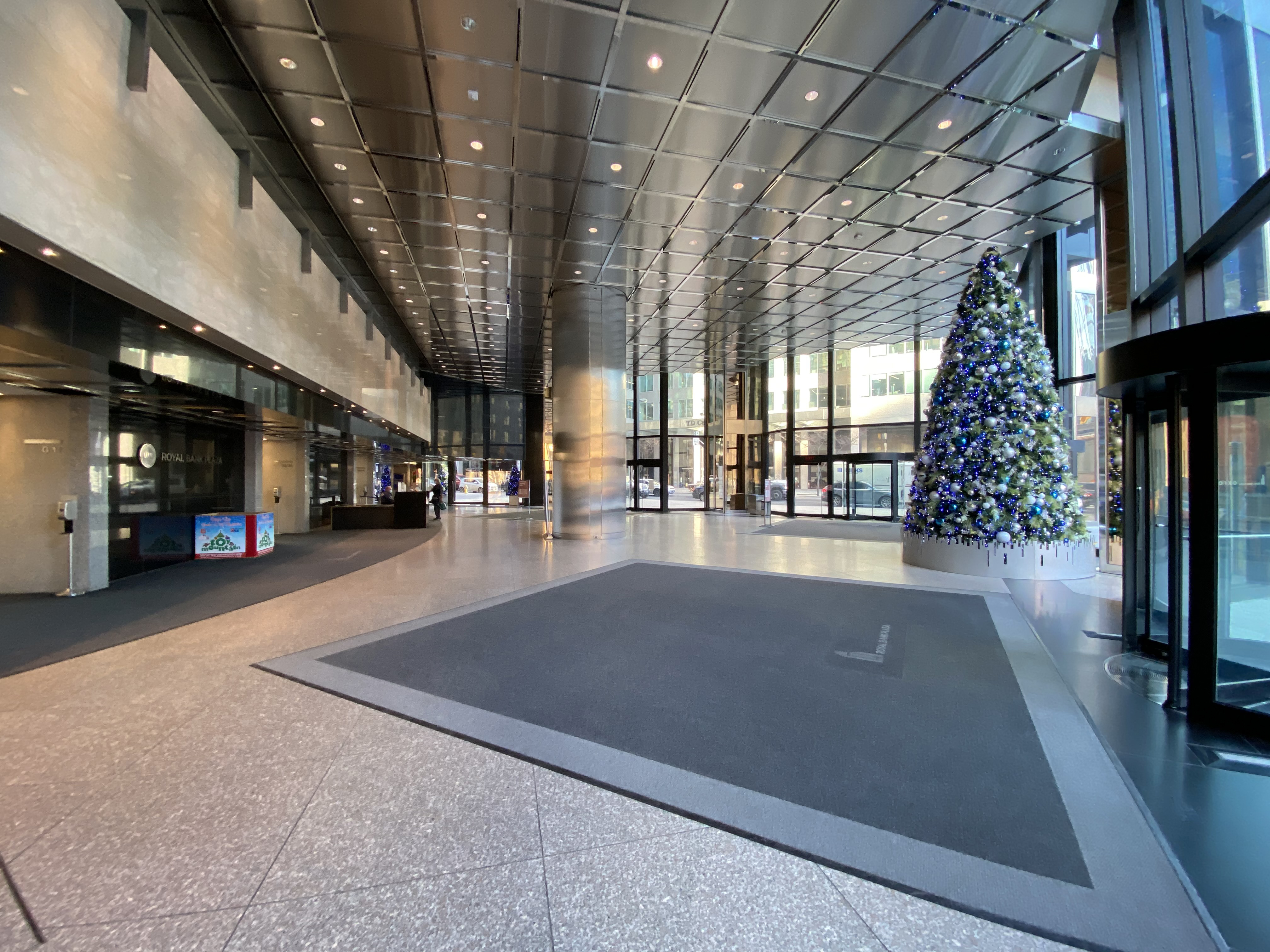
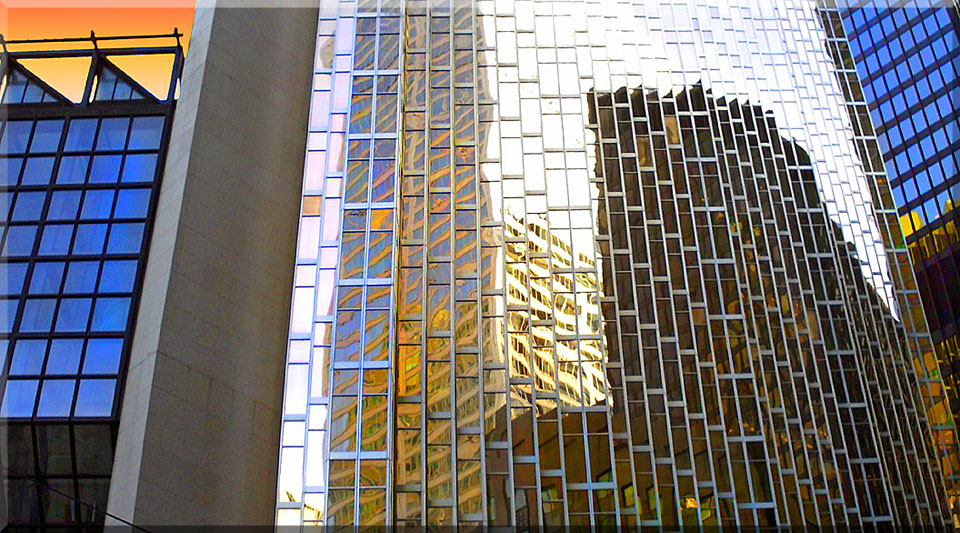
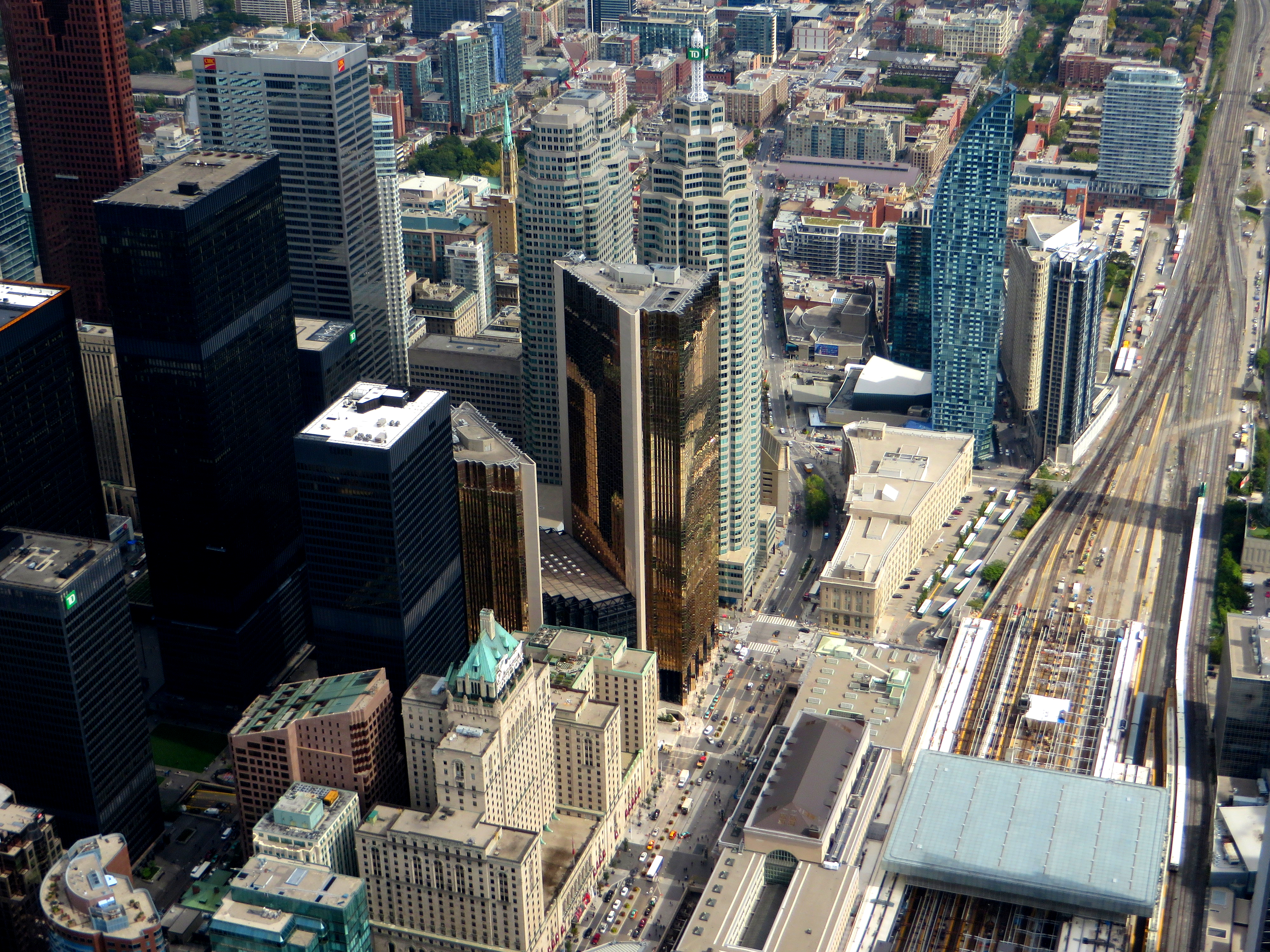